# Pervomajskoe (Oblast' di Tomsk)
Pervomajskoe (in russo Первомайское?) è un villaggio della Russia asiatica nell'oblast' di Tomsk; è il centro amministrativo del rajon Pervomajskij.
Si trova sul fiume Čulym, 124 km a nord-est di Tomsk e a 15 km da Asino.